# Андроник (имя)
Андро́ник (греч. Ἀνδρόνικος) — мужское личное имя.

## Этимология
Имеет греческое происхождение, переводится как «победитель мужей», известных носителей этого имени много, первым из них стал Андроник Паннонский.

## Именины
Православные (по григорианскому календарю): 17 января, 30 мая, 26 июня, 12 августа, 22, 25 октября, 16 ноября.

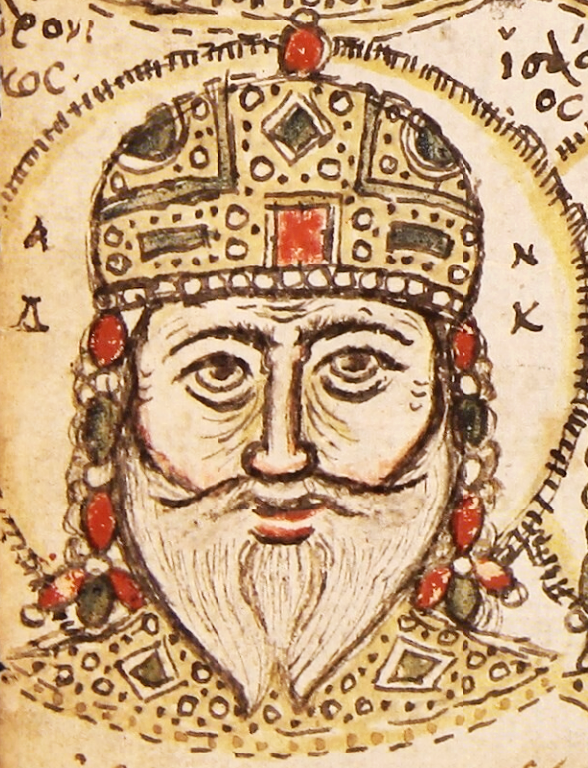
Император Андроник (1118—1185)

## Известные носители
1. Андроник I Комнин, византийский император в 1183—1185 годах.
2. Андроник III Палеолог, византийский император в 1328—1341 годах.
3. Андроник (Никольский)